# 桂文路郎
桂 文路郎（かつら ぶんじろう、1984年5月15日 - ）は、上方落語家。本名・山本 篤史。血液型はB型。吉本興業に所属している。

## 出演

### テレビアニメ
- きんだーてれび「あわじしまの七福神」（2020年10月5日 - 、きんだーてれび枠内ショートアニメ） - ブン太 役

| スタブアイコン | サブスタブ | この項目は、まだ閲覧者の調べものの参照としては役立たない、人物に関連した書きかけの項目です。この項目を加筆・訂正などしてくださる協力者を求めています（P:人物伝/PJ:人物伝）。 |